# كي إن إم إي آر 3883

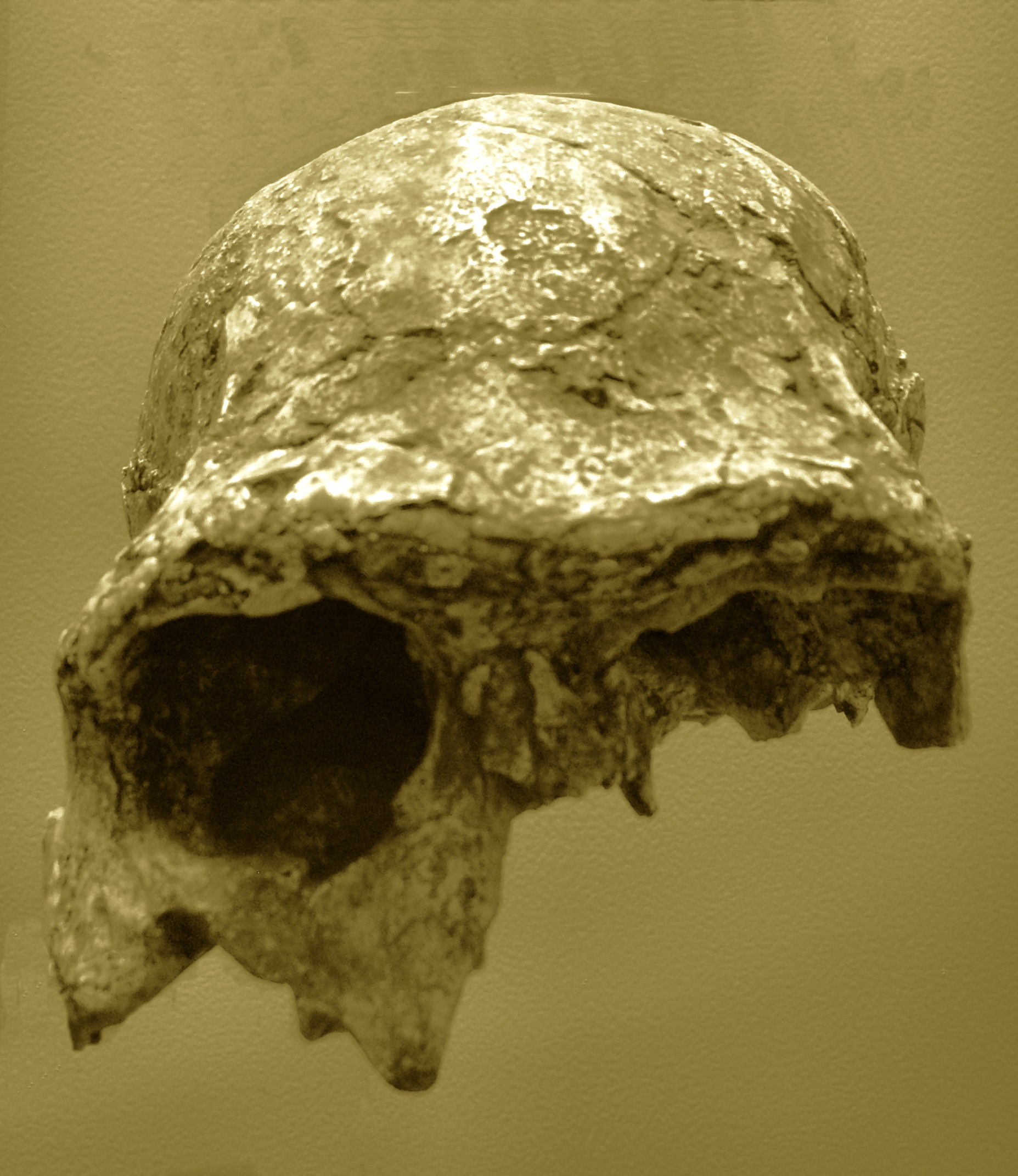

كي إن إم إي آر 3883(KNM ER 3883) هو رقم الفهرس لجمجمة متحجّرة (الجمجمة شبه كاملة) لنوع الإنسان المنتصب. اكتشف ريتشارد ليكي الحفرية في عام 1976 في كوبي فورا، شرق بحيرة توركانا (بحيرة رودولف سابقاً)، كينيا.

## الملاحظات
معظم الهيكل العظمي للوجه من الحفرية مفقود، فقط القحف العصبي في حالة كاملة نوعاً ما. حسب الباحثين، إن الحفرية يبلغ عمرها نحو 1.6 مليون عام، ومن المحتمل أنها تعود لذكر. (KNM ER 3883) أكثر متانة وأكبر قليلاً من (KNM ER 3733). الجمجمة طويلة ومنخفضة ولها بناء عظام ما بعد الولادة. تمتلك وجه كبير وعظم وجني. تبدو سعة الجمجمة أكبر من أي سعة لأسلاف البشر وتقدر بـ 804 مل